# Annie Romein-Verschoor

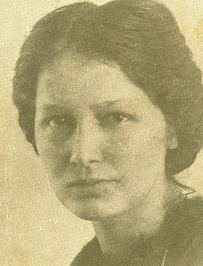
Annie Romein-Verschoor (1920er Jahre)

Anna Helena Margaretha Romein-Verschoor, geb. Verschoor (* 4. Februar 1895 in Nijmegen; † 5. Februar 1978 in Amsterdam), war eine niederländische Autorin und Historikerin. Sie schrieb zahlreiche Bücher, oft gemeinsam mit ihrem Mann Jan Romein, und wurde in den Niederlanden mehrfach mit Preisen geehrt. 1946 setzte sie sich für die Herausgabe des Buches Tagebuch der Anne Frank ein und schrieb das Vorwort zur ersten Ausgabe.

## Biographie

### Jugend und Ausbildung
Annie Verschoor stammte aus einer Seefahrerfamilie. Ihre Jugend verbrachte sie zunächst in den Niederlanden. 1906 zog die Familie mit fünf Kindern nach Surabaya, wo der Vater als Mechaniker für die Marine arbeitete. Annie Romein besuchte dort die Hogereburgerschool (HBS). Sie litt unter Malaria, dem tropischen Klima, aber auch unter der dortigen kolonialistischen Atmosphäre. 1910 wurde im Nieuwe Soerabaja Courant erstmals eine Geschichte von Verschoor veröffentlicht, unter dem Pseudonym Alva-Betha. Im Jahr darauf kehrte die Familie in die Niederlande zurück.
Dort schloss Annie Verschoor die HBS ab und bereitete sich anschließend zuhause auf das Staatsexamen in Griechisch und Latein vor, um an der Universität Leiden Literaturwissenschaft und Geschichte zu studieren. Sie hörte Vorlesungen bei dem Philosophen G. J. P. J. Bolland und dem Kulturhistoriker Johan Huizinga. Von 1915 bis 1920 schrieb sie rund 30 Artikel für die Studentenzeitung Minerva. Darin beschäftigte sie sich mit Themen wie gesellschaftlicher Verantwortung, Ablehnung von Zensur, „der doppelten Berufung“ von Frauen sowie der Auswirkungen von Kolonialismus.
Die Russische Revolution im Jahr 1917 bewirkte, dass Annie Verschoor und ihre Mitstudenten begannen, sich mit dem Marxismus zu beschäftigen sowie sich in sozialistischen Organisationen zu engagieren. Für Romain-Verschoor und ihren späteren Ehemann bedeutete der Marxismus den Auftrag, „den großen Zusammenhang zu erkennen“. Annie Verschoor-Romain war eine Bewunderin von Rosa Luxemburg. 1919 schrieb sie über diese: „Eine kämpfende Frau muss viel von dem opfern, was das Beste an ihr sein könnte; sanfte Freundlichkeit, Frieden und Harmonie, aber in einer Welt voller schreiender Widersprüche geht es nicht darum, liebenswert zu sein.“ Später übersetzte sie Luxemburgs Briefe aus dem Gefängnis ins Niederländische.

### Ehe und politisches Engagement
Im Jahr 1920 heiratete Verschoor ihren Kommilitonen Jan Romein und machte ihren Abschluss in Niederländisch. Im selben Jahr schloss sie sich der Communistische Partij van Nederland (CPN) an, aus der sie allerdings 1927 mit ihrem Mann nach innerparteilichen Auseinandersetzungen ausgeschlossen wurde. In den 1930er Jahren war sie nochmals für kurze Zeit Mitglied. Das Paar, das die Leidenschaft für gesellschaftlich-politisches Engagement teilte, zog nach Amsterdam, wo Romein Redakteur der kommunistischen Zeitschrift De Tribune wurde und später Professor an der Amsterdamer Universität. Annie Romein-Verschoor kümmerte sich um die drei kurz hintereinander geborenen Kinder und war gleichzeitig als Journalistin tätig, während sie ihrem Mann den Rücken für dessen wissenschaftliche Arbeit freihielt. Zwischen 1926 und 1932 schrieb sie rund 200 Rezensionen über skandinavische und niederländische Literatur für das Algemeen Handelsblad.
In den 1930er Jahren publizierten die Eheleute Romein gemeinsam die Bücher De lage landen bij de zee (1934), eine illustrierte Geschichte der Niederlande, und Erflaters van onze beschaving. Nederlandse gestalten uit zes eeuwen (vier Teile, 1938–1940), eine Sammlung biographischer Essays über Persönlichkeiten der niederländischen Geschichte. Beide Werke brachten ihnen landesweite Bekanntheit ein. 1935 promovierte Annie Romein-Verschoor zum Thema De Nederlandsche romanschrijfster na 1880. Eine literatursoziologische Studie, wofür ihre eigenen Rezensionen von Büchern über und von Frauen als Grundlage dienten. Ihr Doktorvater war Albert Verwey. Ihre Dissertation wurde 1936 unter dem Titel Vrouwenspiegel publiziert. Für dieses Buch erhielt sie den Dr. Wijnaendts Francken-prijs der Maatschappij der Nederlandse Letterkunde. Politisch entfernte sich Annie Romein-Verschoor in den Jahren der Moskauer Prozesse (1936–1938) vom Kommunismus und engagierte sich in Organisationen und bei Zeitschriften, in denen Intellektuelle und Künstler unterschiedlicher politischer Ansichten zusammenarbeiteten. Sie wurde Sekretärin des 1935 gegründeten antifaschistischen Bond van Kunstenaars ter verdediging van Kulturele Rechten.

### Krieg und Nachkriegsjahre
Nachdem die Eheleute Romein von der Bombardierung Rotterdams am 14. Mai 1940 durch die deutsche Wehrmacht erfahren hatten, machten sie sich mit ihren drei Kindern auf dem Fahrrad nach IJmuiden auf den Weg, um dort ein Schiff zu erreichen, das sie nach England bringen sollte. „Das Ehepaar befürchtete, die niederländischen Nationalsozialisten würden unter dem Schutz der deutschen Besatzer sofort gegen ‚die Roten‘ vorgehen, zu denen sie beide [...] zweifellos gehörten.“ Sie bestiegen einen Trawler, der jedoch nicht ausfuhr, da die Seeleute versuchten, aus der Situation so viel Geld wie möglich von den Menschen zu erpressen und ein Zeitpunkt der Abfahrt unklar war. Sie verließen das Schiff und brachten die Kinder bei den Großeltern in Den Haag unter. Kurzzeitig dachten sie daran, Suizid zu begehen. Sie kehrten aber in ihre Wohnung nach Amsterdam zurück und begaben sich daran – wie viele andere Niederländer auch – Tagebücher und andere Dokumente zu vernichten sowie Bücher außer Haus zu bringen.
In den folgenden Kriegsjahren war Romein-Verschoor an der illegalen Zeitschrift De Vrije Kunstenaar beteiligt. Jan Romein wurde von Januar bis April 1942 von den deutschen Besatzern im Durchgangslager Amersfoort festgehalten. Nach seiner Entlassung tauchten die Eheleute Romein unter und lebten bis Kriegsende in einem Haus bei Blaricum. Dort versteckten sie auch mehrere jüdische Freunde, darunter den Sohn des Schriftstellers Abel Herzberg, wofür sie posthum 2011 als Gerechte unter den Völkern geehrt wurden.
Im Jahr 1946 erhielten Annie Romein-Verschoor und ihr Mann aus den Händen eines deutschen Juden namens Otto Frank das Tagebuch von dessen Tochter Anne, die 1945 im Holocaust ermordet worden war. Frank suchte Unterstützung für eine Herausgabe des Tagebuches als gedrucktes Buch. Trotz Bemühungen von Annie Romein-Verschoor gelang dies zunächst nicht, woraufhin Jan Romein einen Artikel über das Tagebuch für die Zeitung Het Parool schrieb. Daraufhin meldeten sich interessierte Verleger, und im Jahr darauf erschien das Buch Het Achterhuis erstmals, mit einem Vorwort von Annie Romein-Verschoor.
Ebenfalls 1946 wurde Romein-Verschoor Herausgeberin der kommunistischen Zeitschrift De Vrije Katheder, die schon in der Illegalität gegründet worden war. Die Zusammenarbeit endete, als die CPN 1950 verlangte, die Zeitschrift solle sich pro-sowjetisch ausrichten, was sie ablehnte. In einem Artikel in De Waarheid, dem Parteiorgan der CPN, wurde sie daraufhin als „Handlangerin der amerikanischen Kriegstreiber“ bezeichnet. Als Vertreterin eines „Dritten Weges“ kritisierte Annie Romein-Verschoor sowohl die sowjetische Politik wie auch die des Westens. Sie verurteilte die sowjetische Intervention beim ungarischen Volksaufstand wie auch den Umgang mit Boris Pasternak und distanzierte sich von der sowjetischen Entwicklung, die sie „voortdurend vervormen van de realiteit naar de leer“ (‚ständige Transformation der Realität nach der Doktrin‘) nannte.
In den folgenden Jahren arbeitete Annie Verschoor-Romein als Journalistin, Essayistin und Schriftstellerin zu verschiedenen Themen aus den Bereichen Politik, Geschichte und Literatur. „Durch ihr nonkonformistisches Leben und ihre Texte, die von scharfen Werturteilen gekennzeichnet waren, repräsentierte sie in den Niederlanden der Nachkriegszeit einen neuen Typ von Frau: selbständig, politisch und gesellschaftlich engagiert, nicht auf die Hausfrauenrolle beschränkt.“ 1948 wurde sie mit dem Prosapreis der Gemeinde Amsterdam für ihren Roman Vaderland in de verte ausgezeichnet. 1951/52 reiste sie mit ihrem Mann in das unabhängige Indonesien, wo sie einen Teil ihrer Kindheit verbracht hatte. Jan Romein hielt dort Vorlesungen, während seine Frau allerdings wegen eines Hüftleidens längere Zeit im Krankenhaus verbringen musste. Nach der Reise veröffentlichte sie das Buch Met eigen ogen. Heugenissen van een Indonesische reis (1953).

### Letzte Jahre
Jan Romein starb 1962, und seine Frau bereitete die Veröffentlichung des Werkes Op het breukvlak van twee eeuwen (1967) vor, das in jahrelanger gemeinsamer Arbeit entstanden war. Sie beschäftigte sich weiterhin mit historischen Themen und Literatursoziologie. Sie wandte sich auch Feminismus-Themen zu und schrieb Beiträge für die feministische Zeitschrift Opzij. In den 1970er Jahren erkannte die Frauenbewegung in ihr eine wichtige Vorläuferin und würdigte ihre Werke neu. Posthum erschien ihre Schrift Vrouwenwijsheid (1980), in der sie scharfzüngig schrieb, Anja Meulenbelts von Feministinnen gefeiertes Buch Jenseits der Scham ("De schaamte voorbij") (1976) sei ein Fall von „Paranoia“.
Ab September 1969 lebte Annie Romein-Verschoor im Seniorenheim Rosa Spier Huis in Laren, einem Wohnheim für ältere Kunstschaffende. Ärger über die Art und Weise, wie die Gesellschaft mit älteren Menschen umgehe, inspirierte sie zu Ja vader, nee vader (1974). Ein Bestseller war ihre zweiteilige Autobiografie Omzien in verwondering (1970–1971), mit der sie stärker aus dem Schatten ihres Mannes hervortrat, und für die sie den Constantijn Huygensprijs erhielt. 1977 wurde sie mit dem Dr. J.P. van Praag-prijs des niederländischen Humanisten-Bundes erneut geehrt.
In einer ihrer letzten Veröffentlichungen schrieb Annie Romein-Verschoor, dass sich die russische Revolution zu einem „endlosen Weg der Gewalt gegen Gewalt“ entwickelt habe: „Das ist eine späte, hart erkämpfte Einsicht.“ Am 2. Februar 1978, dem Tag, an dem im Fernsehen eine ihr gewidmete Sendung gesendet wurde, erlitt sie eine Hirnblutung. Drei Tage später starb sie im Burgerziekenhuis in Amsterdam.

## Gedenken

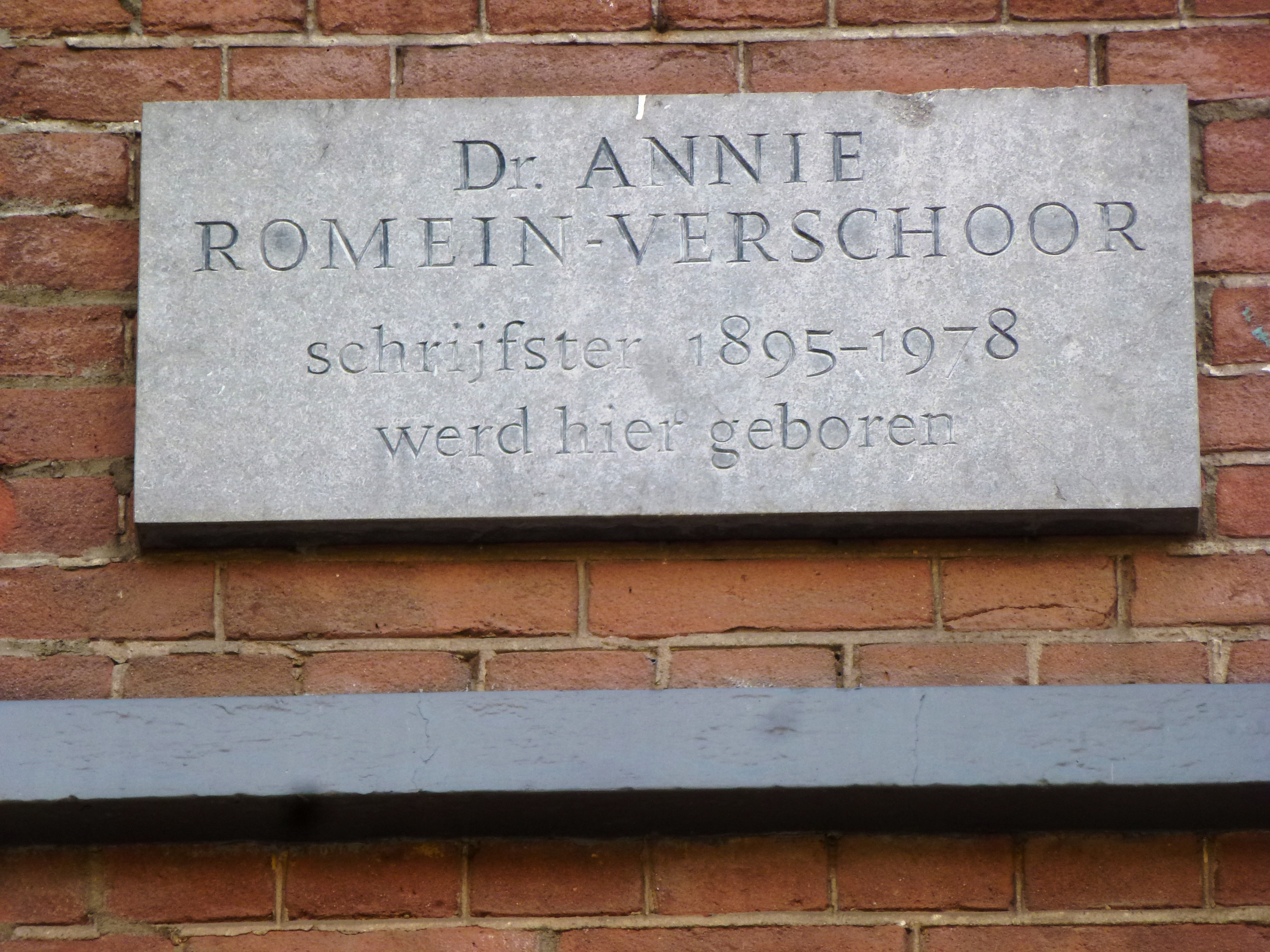
Gedenktafel an Romein-Verschoors Geburtshaus in Nijmegen

Von 1979 bis 2005 wurde in den Niederlanden der Annie-Romein-Preis an Autorinnen vergeben, die sich in ihrem Werk besonders der Gleichberechtigung der Frau widmen.
In Leiden wurde der Annie Romeinsingel nach ihr benannt. In mehreren niederländischen Städten und Gemeinden gibt es Straßen, die ihren Namen tragen.